# 同時発音数
同時発音数（どうじはつおんすう）とは、シンセサイザーなどで同時に発音することができる（または発音している）音の数を表すものである。この値が大きければ大きいほど、その他の性能が同じであるならば、表現力が高いシンセサイザーだといえる。
英語でPolyphony（ポリフォニー）ということもあり、例えば同時発音数が128音である場合は128ポリといった言い方をすることがある。
携帯電話の着メロを鳴らしている音源にももちろん同時発音数というスペックはあり、携帯電話のメーカーが○○和音という言い方で宣伝しているため、和音数と同時発音数を混同している人が多い。言い方にもよるが、和音数と同時発音数は別のものである。和音数とは高さが異なる複数の音が同時になることによって楽曲的にうまれる効果、すなわち和音でいくつの音が重なっているかをいうものであるが、同時発音数は和音数とちがい楽曲的であるか否かにかかわらず同時にいくつ発音できるか、ということのみを表す。
1970年代半ばまでのアナログシンセサイザーは同時発音数が1のものがほとんどだった。このようなシンセサイザーをモノフォニック・シンセサイザー（Monophonic synthesiser）と呼ぶ。それに対して現在主流である、同時発音数が複数であるものをポリフォニック・シンセサイザー（Polyphonic synthesizer）と呼ぶ。